# وقوف على أطلال
الوقوف على الأطلال هي ظاهرة برزت عند الشعراء الجاهليين، فقد افتتحوا قصائدهم بالوقوف على الأطلال، أي بالوقوف على آثار ما تبقى من ديار المحبوبة. ومن الصور الشائعة في المقدمة الطللية أن يبدأ الشاعر بذكر الديار وقد عفت أو كادت آثارها أن تمحى، ثم يذكر الديار ويحدد مكانها بذكر ما جاورها من مواضع، ثمّ ينعتها بعد أن سقطت عليها الأمطار، ونما عليها العشب فاتخذتها الحيوانات مرتعا تقيم فيه وتتوالد.

## من ملامح الوقفة الطللية[2]

### مناداةُ الدارِ وذكرها
الشاعر يذكر الدارَ مثلاً من خلال استفهام إنكاري حيثُ يسأل ويعرف الجواب، ولكنَّهُ يعبِّرُ عن حالةٍ إنسانيةٍ عميقةٍ تتجلَّى في دهشته وحسرته على ما يرى من الدمار في الطلل، كقول (زهير بن أبي سلمى): 

### ذكر اسم المحبوبة
فهي رمزٌ فنِيٌّ مفتوحُ الدِّلالةِ تبعاً للحالة النفسية للشاعر، فمثلاً (زُهيْر بنِ أبِي سُلمَى) يذكر محبوبته للدلالة على الوفاء بالعهودِ التِي قطعتها القبائل المتحاربة عندما تصالحوا، فيقولُ:

### ذِكْرُ الريحِ والمطرِ والزمانِ والدهرِ
بوصفِها رموزاً دالةً على الشرِّ والاعتداء، كقولِ (امرِؤ القيس):

### ذكر الأمكنة والبكاء
دلالةً على مصداقية التجربة وواقعيتها، كقولِ (عبيد بن الأبرص):
وكثيْرٌ من الشعراء بكوا أو ذكروا الدموع عند الطللِ، فللوقفة الطللية بُعدٌ نفسِيٌّ يرتبطُ بإحساس الشاعر بتبدُل الحياة، وكثيراً ما يتبع وقوف الشاعر في الطلل وسؤاله إيَّاه عن مصير الأحبة البكاءُ كقولِ (النابغة الذبيانِي):

### وقت الوقوف
تبعاً للحالة النفسية للشاعر، فالنابغة الذبيانِي إزاء غضب الملك النعمان، يشعر بضياع كلِّ شيءٍ، فيكون وقت وقوفه عند الغروب والأصيل:

### ذكر الوشوم
من خلال تشبيه بقايا الطلل بِها، وذكر الحيوانات والنباتاتِ، وتشبيه الأطلالِ بالكتابةِ، ويشبهُ بعضُ الشعراءِ الأطلال بالكتابةِ المتجددةِ لإضفاء الحياةِ على الطللِ، يقولُ (زهير بنِ أبي سلمى) مشبهاً دار (أم أوفى) بالوشم على المعصمِ:
كما يشبه بعضهم الأطلال في تَجدُّدها واستمرارها بالكتابة المتجدِّدةِ، يقول (لبيد بن ربيعة العامري):
ويُسكنُ بعضهم الحيوانات كالغزال  في الطلل لاستيفاءِ الحياةِ واستمرارِها، كقولِ (زُهيْر بنِ أبِي سُلمَى): 

### ذكر الصحبِ والخلاَّنِ
لكونِ الوقفة الطللية تُعذِّبُ النفسَ من خلال الذكريات فيستدعي ذلك الحزنَ والبكاءَ، فتحتاجُ النفسُ صاحباً يشارجها هذا المصابَ ويُعينها عليهِ، كقولِ (امرِئِ القيسِ):

## أسباب الوقوف على الأطلال[3]

### الحنين لديار المحبوبة
الحنين الذي يشعر به الشاعر لدارالحبيب بعد أن خلت هذه الدار من الحبيب، فرؤية منازل الأحبة خالية تشعر الشاعر بالحنين والشوق. وكان لانعكاسات البيئة الصحراوية على الناس قيامهم بالترحال بحثا عن الماء والكلأ وكان يسمى الناس الذين يتجمعون في موضع اللقاء بالخليط وهنا يبدأ شعر الوقوف على الأطلال عند ابن الغدير في الخليط :
وقال جرير :
وقال بن حري :

### البعد والاشتياق والحب
البعد عن المحبوبة والاشتياق لها في دار الغربة أو موت المحبوبة. وهنا يدمج الشاعر في قصيدته مشاعر الحزن بمشاعر الشوق ولعل من أبرز انعكاسات هذه الظاهرة على الشعر الجاهلي ابتداء الشعراء قصائدهم بالوقوف على الأطلال والبكاء على الديار والاستطراد إلى وصفها وجعلوا ذلك شبه قاعدة فنية نادرا ما يخرجون عنها ومن مقدمات الوقوف على الأطلال قول زهير بن أبي سلمى: